# Helga Stene
Helga Stene, née le 8 octobre 1904 à Notodden (comté de Telemark, Norvège) et morte le 2 octobre 1983 à Oslo, est une avocate pour l’égalité des sexes et membre de la résistance norvégienne au nazisme.

## Biographie
Fille de John Stene (1869-1944), ancien directeur de mission et de sa femme, Helga Thomine Bakke (1874-1959), ancienne enseignante, Helga Stene baigne dans les questions théologiques et éducatives dès son plus jeune âge.
Diplômée en 1932 de l'école de la cathédrale de Trondheim, elle part pour l'Université d'Oslo étudier la linguistique avec une majeure en anglais et en français. Peu après, Helga Stene est embauchée au lycée public d'Ålesund pour un an avant de partir donner des cours de langues et littératures norvégiennes à l'Université de Berlin pendant deux ans. Rentrée en 1937 en Norvège, elle devient inspectrice dans les écoles d'Oslo pendant 30 ans.
Pendant la guerre, elle entre dans la résistance avec sa sœur, Aasta Stene et rejoint la Ligue des femmes pour la paix et la liberté, une organisation quaker ayant des groupes dans tout le pays. En 1941, elle devient la coordinatrice du comité général des mouvements féminins clandestins contre l'occupant allemand, nommé le « front des femmes ». Lors de l'annonce de la création de la loi sur le Service national des jeunes par les Allemands, elle monte décide de monter une protestation nationale en utilisant les parents. Bien que la Résistance norvégienne soit sceptique, elle finit par se rallier à elle et une lettre de parents est envoyée au gouvernement d'occupation pour faire part que la participation de leur enfant à cette organisation serait contraire à leur conscience. En quelques jours, la lettre est envoyée plus de 200 000 fois et les Allemands décident de faire machine arrière.
En 1944-1945, elle fuit la Norvège occupée et se réfugie en Suède où elle travaille pour le gouvernement norvégien. Cette année là, elle publie un rapport sur la place des femmes dans la résistance politique des pays occupés pendant la guerre bien que le financement lui ai été refusé par le Conseil norvégien de la recherche. Bien qu'à ce moment-là, le texte soit confidentiel (la guerre n'étant pas encore finie), elle espère que son article donnera l'envie aux femmes de s'impliquer dans les processus de paix. Au cours de sa vie, elle rassemble de nombreuses archives sur les femmes pendant la guerre.
Pendant ses dernière années d'enseignement, Helga Stene devient enseignante au séminaire pédagogique d'Oslo et donne des cours aux futurs professeurs de lycée. En 1968, elle part pour le Comté de Finnmark pour surveiller la mise en place d'une nouvelle méthode d'éducation du norvégien aux enfants samis pour le Conseil norvégien de l'école.
Impliquée dans la lutte pour l'égalité des sexes dans les écoles, elle publie en 1956 un document sur la discrimination liée au genre dans les manuels scolaires norvégiens. Ses études serviront de support à plusieurs études sur la discrimination au fil des années. En 1972, elle est engagée par le Grunnskolerådet pour étudier les manuels scolaires norvégiens du point de vue du genre. En effet, il faut attendre 1978 pour qu'une loi passe obligeant les manuels scolaires utilisés dans les écoles soient égalitaires.
Du fait ses positions politiques, Helga Stene entre au Conseil national norvégien des femmes. De plus, de 1938 à 1945, elle est la présidente du cercle d'Oslo de l'Association des femmes de l'Académie nationale.

## Distinctions
- 1934 : Médaille d'or du Roi (no)[2]
- 1977 :  Chevalier de 1re classe de l'ordre de Saint-Olaf[2]